# Daniel D. Pratt
Daniel D. Pratt (Palermo, 1813. október 26. – Logansport, 1877. június 17.) az Amerikai Egyesült Államok szenátora (Indiana, 1869–1875).